# 1937 en musique classique
| \| • Retour à la chronologie générale de la musique classique • \| |
| Grèce • Rome • Haut Moyen Âge • VIIIe siècle • IXe siècle • Xe siècle • XIe siècle XIIe siècle • XIIIe siècle • XIVe siècle • XVe siècle • XVIe siècle • XVIIe siècle XVIIIe siècle • XIXe siècle • XXe siècle • XXIe siècle |
| • Retour à la chronologie générale de la musique classique • |

| Années en musique classique : 1934 - 1935 - 1936 - 1937 - 1938 - 1939 - 1940    |
| Décennies en musique classique : 1900 - 1910 - 1920 - 1930 - 1940 - 1950 - 1960 |

## Événements

### Créations
- 21 janvier: Musique pour cordes, percussion et célesta de Béla Bartók, créée à Bâle par Paul Sacher.
- 25 janvier : la Symphonie no 2 de Gian Francesco Malipiero, créée à Seattle.
- 6 février : Concertino pour violoncelle et orchestre d'Albert Roussel, par Pierre Fournier, salle Pleyel, sous la direction de Robert Siohan.
- 24 février : Lucrezia, opéra d'Ottorino Respighi,  créé à la Scala de Milan sous la direction de Gino Marinuzzi.
- 2 mars : Massimilla Doni, opéra d'Othmar Schoeck, texte d'Armin Rüeger selon la nouvelle du même nom d'Honoré de Balzac, créé au Staatsoper de Dresde.
- 21 mai : Sept Chansons, pour chœur mixte a cappella, de Francis Poulenc, sur des textes de Guillaume Apollinaire et Paul Eluard, créées à la Salle Gaveau à Paris par les Chanteurs de Lyon, sous la direction de Ernest Bourmauck.
- 2 juin : Lulu d'Alban Berg à l'Opéra de Zurich.
- 8 juin : Carmina Burana de Carl Orff, créé au Vieil opéra de Francfort.
- 12 juillet : le Concerto pour piano de Khatchatourian, créé à Moscou par Lev Oborine, avec l’Orchestre philharmonique de Moscou sous la direction de Lev Steinberg.
- 15 août : l'organiste Jehan Alain termine la composition de ses Litanies.
- 12 septembre : Suite provençale de Darius Milhaud, créée en version grand orchestre et dirigée par le compositeur, à la Biennale de Venise
- 26 octobre : les Variations pour piano d'Anton Webern, créées par Peter Stadlen.
- 21 novembre : la Symphonie no 5 de Chostakovitch, créée à Léningrad sous la direction d'Evgeni Mravinski.

Date indéterminée
- Bela Bartok compose sa Sonate pour deux pianos et percussion.
- Leonard Bernstein compose son Trio avec piano pour piano, violon, et violoncelle créé la même année à l'Université Harvard par le Madison Trio : Mildred Spiegel, Dorothy Rosenberg et Sarah Kruskall.
- Arthur Honegger et Jacques Ibert composent l'opéra L'Aiglon.

## Autres
- Fondation de l'Orchestre philharmonique de Radio France.

## Prix
- Création du Concours musical international Reine Élisabeth de Belgique.
- David Oïstrakh obtient le 1er prix de violon du Concours musical international Reine Élisabeth de Belgique.

## Naissances

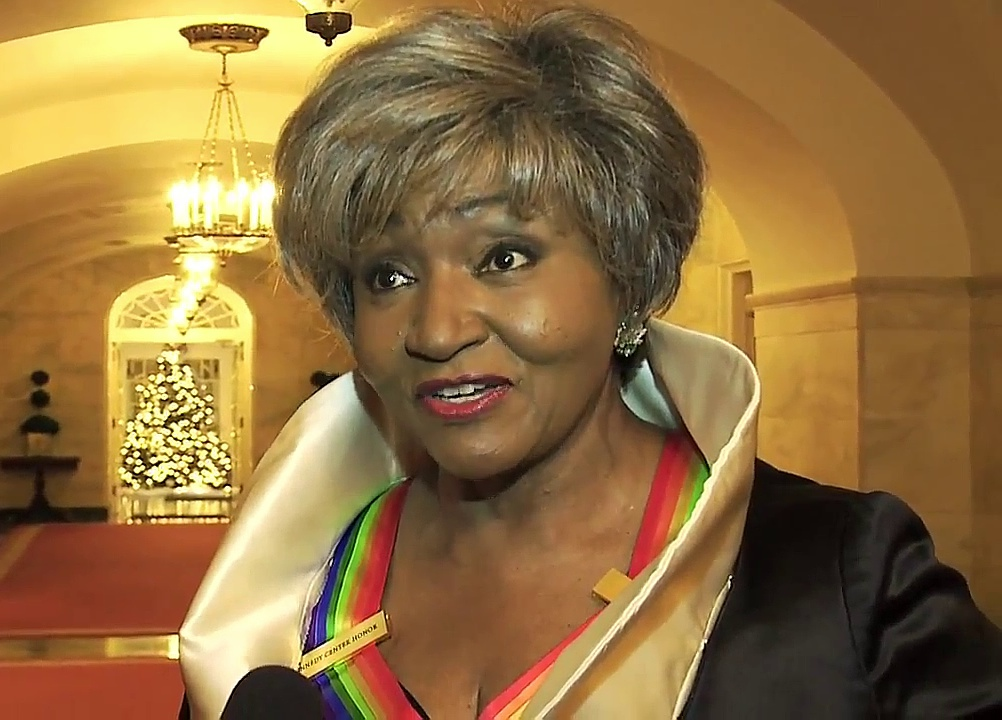
Grace Bumbry

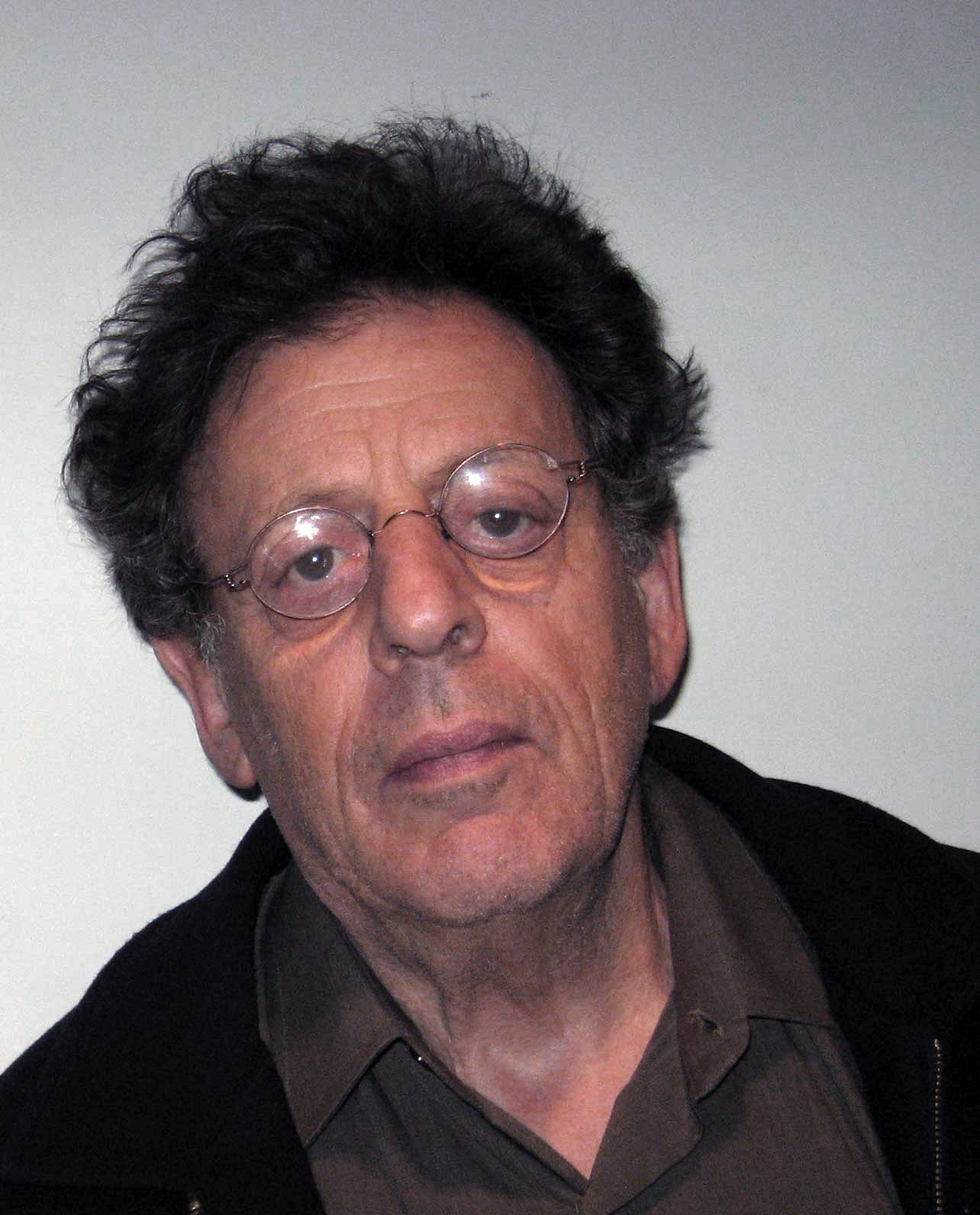
Philip Glass

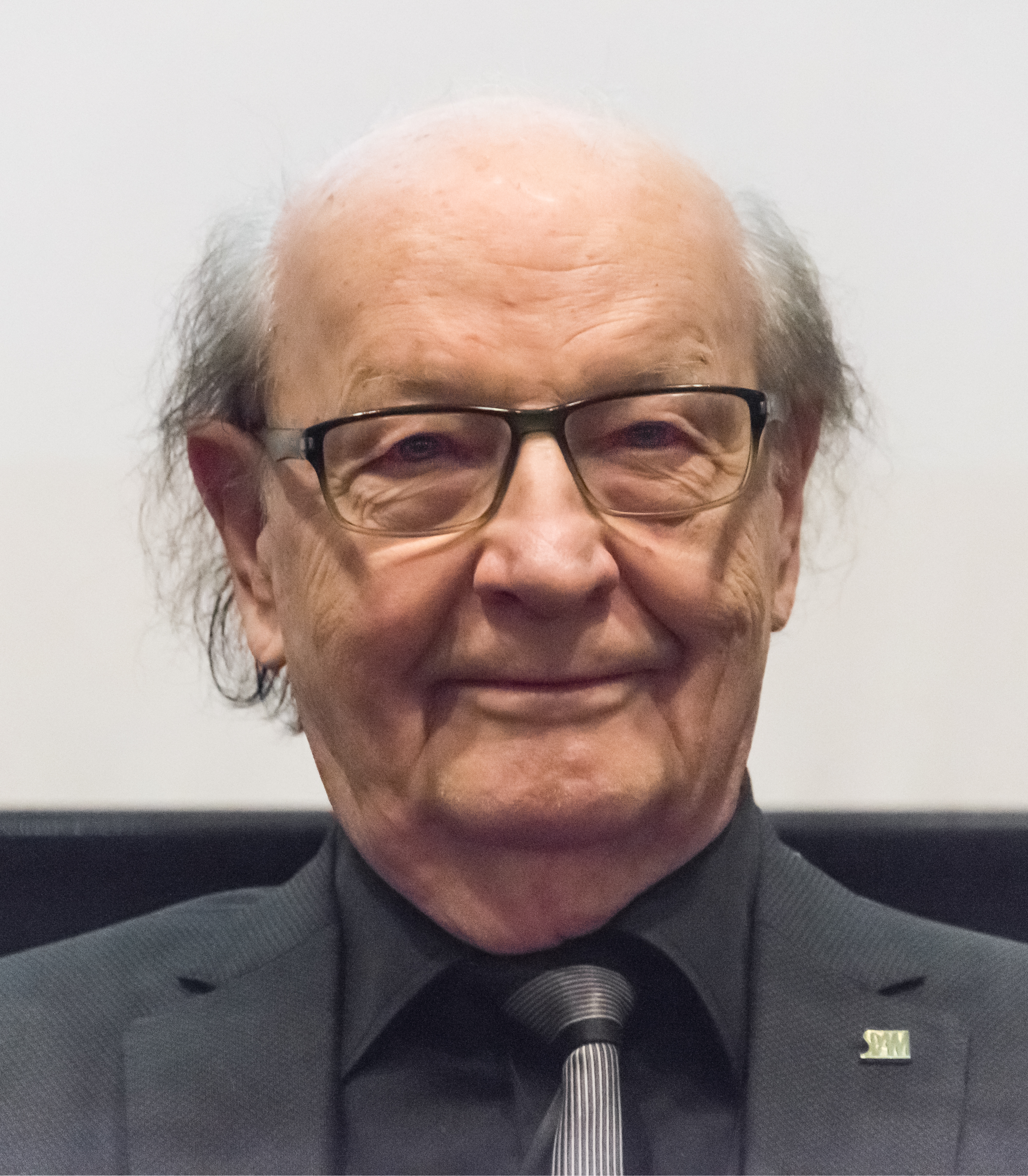
Wiesław Ochman

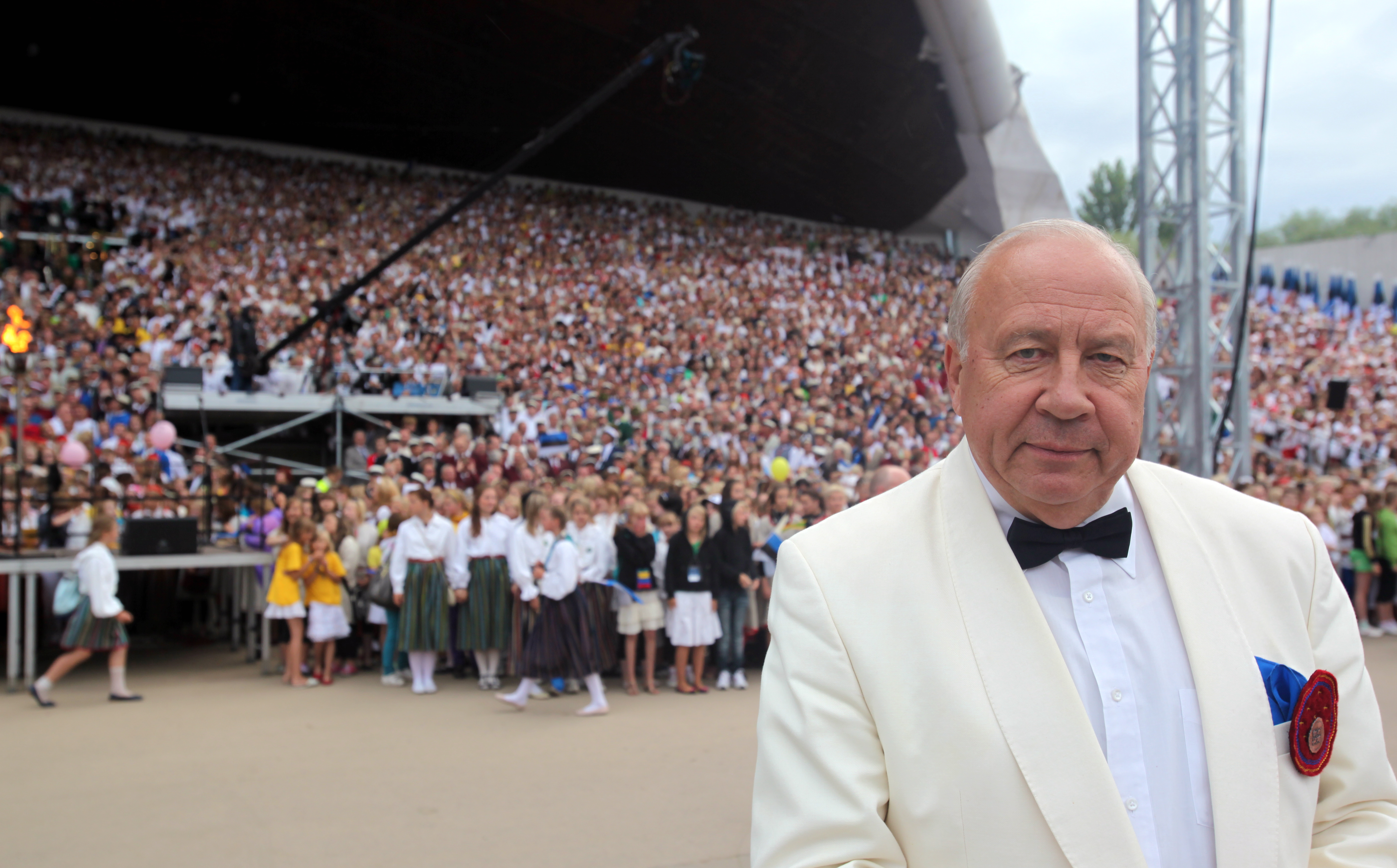
Neeme Järvi

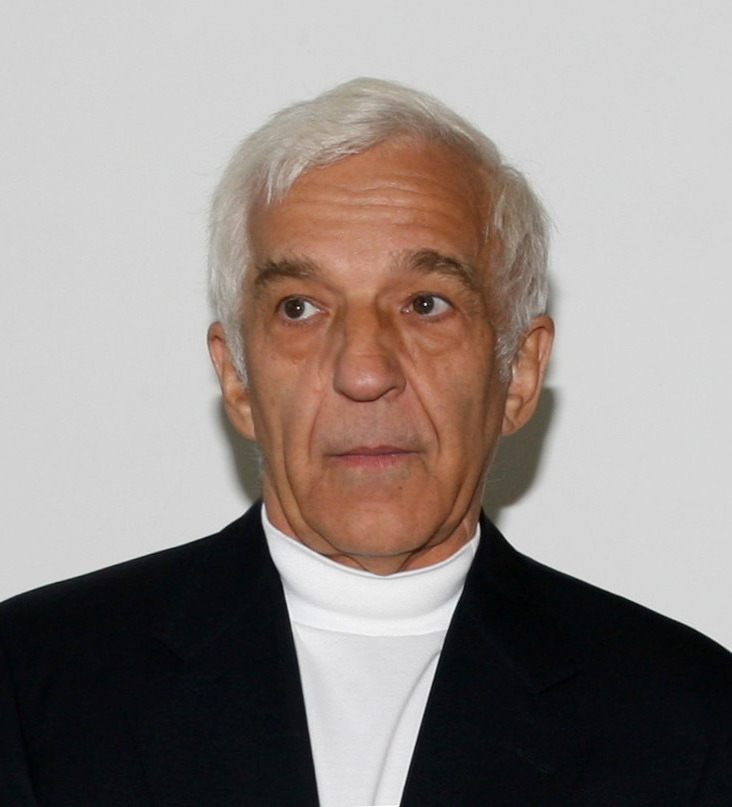
Vladimir Ashkenazy

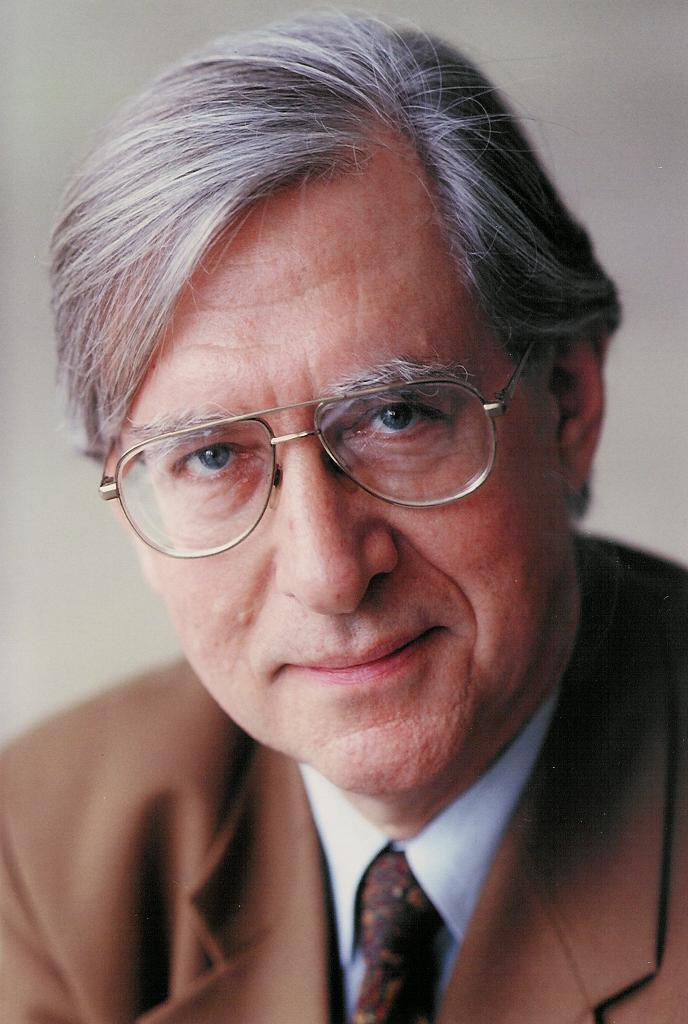
Gilles Cantagrel

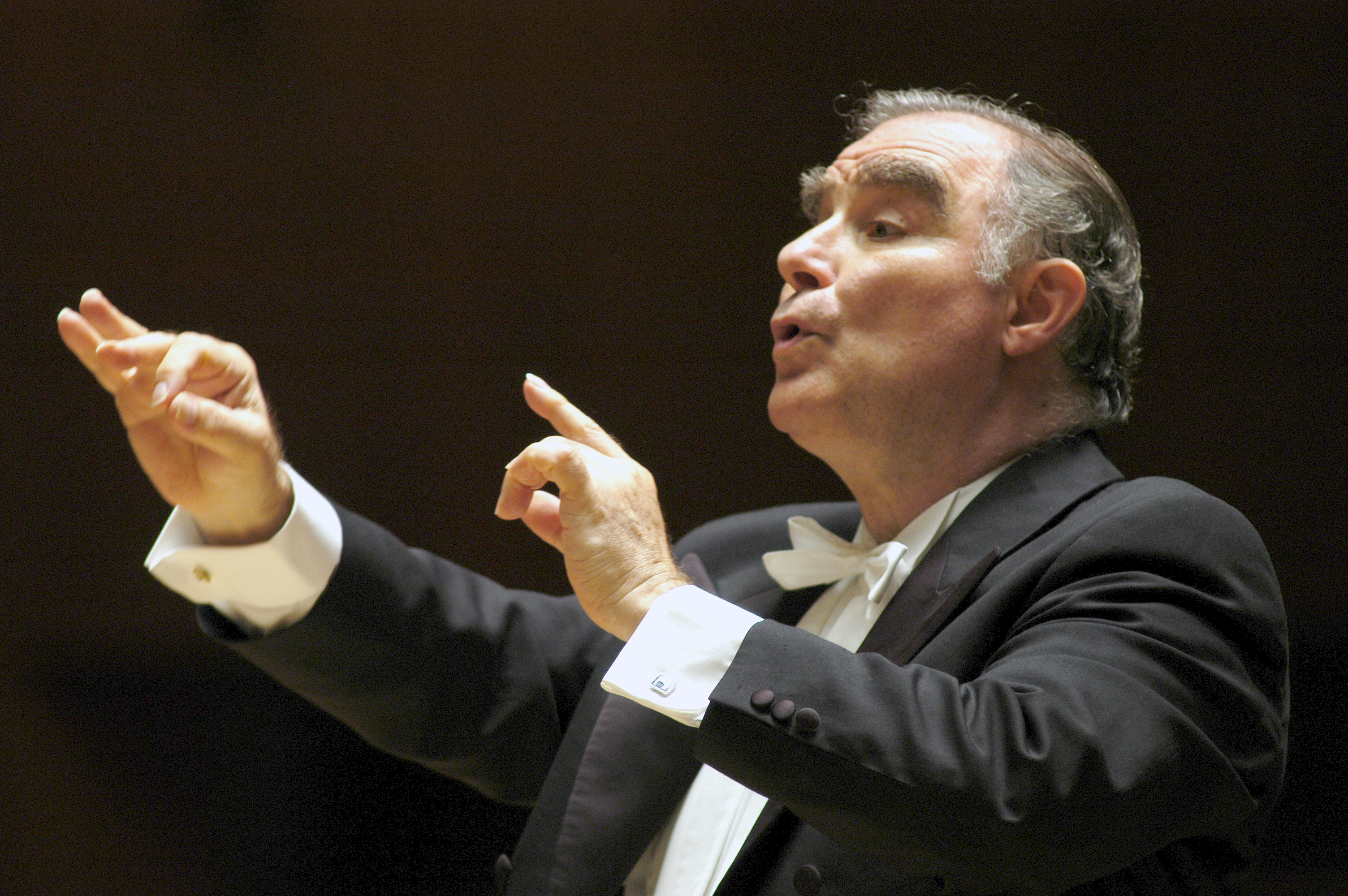
Roberto Benzi

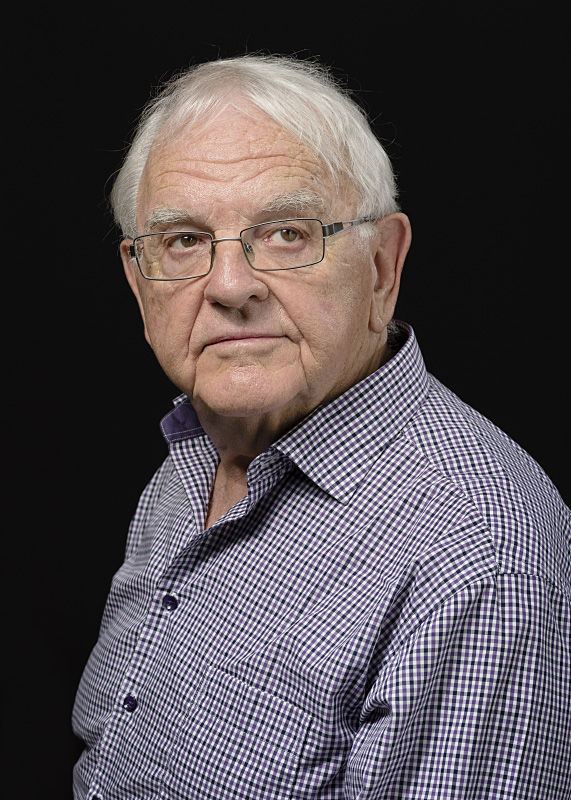
Pierre-André Blaser

- 1er janvier : Carlos Prieto, violoncelliste mexicain.
- 4 janvier : Grace Bumbry, mezzo-soprano américaine († 7 mai 2023).
- 6 janvier : Gösta Neuwirth, compositeur et musicologue autrichien.
- 8 janvier : Robert Moran, compositeur américain.
- 12 janvier : Daniel Bourgue, corniste français († 15 mars 2023).
- 27 janvier : John Ogdon, pianiste et compositeur anglais († 1er août 1989).
- 31 janvier : Philip Glass, compositeur américain.
- 6 février : Wiesław Ochman, chanteur d'opéra ténor polonais.
- 9 février : Hildegard Behrens, soprano allemande († 18 août 2009).
- 11 février : Catherine Gayer, cantatrice soprano américaine.
- 15 février : Zoltán Peskó, chef d'orchestre hongrois.
- 23 février : Marc Bleuse, musicien français, compositeur et chef d'orchestre.
- 1er mars : Eugen Doga, compositeur moldave († 3 juin 2025).
- 6 mars :
  - Paul Méfano, compositeur français († 15 septembre 2020).
  - Siegfried Vogel, basse allemande.
- 9 mars : Azio Corghi, compositeur italien († 17 novembre 2022).
- 13 mars : Gert Hofbauer, trompettiste et chef d'orchestre autrichien.
- 15 mars : Georges Delvallée, organiste français.
- 16 mars : David Del Tredici, compositeur américain († 18 novembre 2023).
- 22 mars : Andrés Lewin-Richter, docteur en ingénierie industrielle et compositeur espagnol.
- 2 avril : Antoni Ros-Marbà, compositeur et chef d'orchestre espagnol.
- 10 avril : Antoine Livio, journaliste, musicologue et critique de danse († 25 janvier 2001).
- 19 avril : Klaus Thunemann, bassoniste allemand.
- 1er mai : Béla Kovács, clarinettiste et compositeur hongrois († 7 novembre 2021).
- 4 mai : Hans Ulrich Lehmann, compositeur suisse († 26 janvier 2013).
- 9 mai :
  - Clara Bonaldi, violoniste française († 24 novembre 2006).
  - Yves Devernay, organiste, improvisateur et compositeur français († 10 décembre 1990).
- 21 mai : 
  - Louis Dumontier, compositeur († 30 juillet 2006).
  - Umberto Rotondi, compositeur italien († 17 janvier 2007).
- 31 mai : Peter Ryom, musicologue danois, auteur du catalogue des œuvres d'Antonio Vivaldi.
- 3 juin :
  - Valerie Masterson, soprano anglaise.
  - Yoshihisa Taïra, compositeur japonais († 13 mars 2005).
- 7 juin : Neeme Järvi, chef d'orchestre estonien.
- 8 juin : Ursula Holliger, harpiste suisse.
- 15 juin : Karl Leister, clarinettiste allemand.
- 19 juin : Gerhard Schmidt-Gaden, chef de chœur  et chef d'orchestre allemand.
- 21 juin : Beatriz Ferreyra, compositrice argentine.
- 26 juin : Jean Lenert, violoniste français († 12 juillet 2023).
- 30 juin : 
  - Michael von Biel, compositeur, violoncelliste et graphiste allemand.
  - Jean-Claude Raynaud, organiste français et professeur au conservatoire national de Paris († 18 novembre 2021).
- 4 juillet : Jean-Marie Villégier, metteur en scène français de théâtre et d'opéra († 23 janvier 2024).
- 6 juillet : Vladimir Ashkenazy, pianiste et chef d'orchestre russe, naturalisé islandais.
- 22 juillet : Mohamed Saâda, musicologue, chef d'orchestre et compositeur tunisien († 11 janvier 2005).
- 27 juillet : Peter Damm, corniste allemand.
- 2 août : Gundula Janowitz, soprano autrichienne.
- 5 août : Pierre Bartholomée, chef d'orchestre, compositeur et pianiste belge.
- 13 août : Marie-Claire Mussat, musicologue française.
- 5 septembre : Nektarios Tchargeïchvili, compositeur soviétique († 14 novembre 1971).
- 7 septembre : Olly Wilson, compositeur, pianiste, contrebassiste et musicologue américain († 13 mars 2018).
- 22 septembre : Francesco Petracchi, contrebassiste, compositeur et chef d'orchestre italien.
- 30 septembre : Valentin Silvestrov, compositeur ukrainien.
- 28 octobre : Marie-Françoise Bucquet, pianiste française († 15 août 2018).
- 29 octobre : Michael Ponti, pianiste américain. († 17 octobre 2022).
- 15 novembre : Gabriele Ferro, chef d'orchestre italien.
- 20 novembre :
  - Gilles Cantagrel, musicologue, écrivain, conférencier et pédagogue français.
  - René Kollo, ténor allemand.
- 21 novembre : Georges Bœuf, compositeur français († 25 août 2020).
- 22 novembre : Nikolaï Kapoustine, compositeur et pianiste russe († 2 juillet 2020).
- 24 novembre : Bernard Muracciole, artiste lyrique, metteur en scène, concepteur de décors et de costumes, professeur de chant et d’art lyrique français.
- 1er décembre : Gordon Crosse, compositeur britannique († 21 novembre 2021).
- 11 décembre : Aliza Kezeradze, pianiste géorgienne et professeur de piano († 18 février 1996).
- 12 décembre :
  - Roberto Benzi, chef d'orchestre franco-italien.
  - Sir Philip Ledger, chef de chœur, compositeur et organiste britannique († 18 novembre 2012).
- 19 décembre : Osvaldas Balakauskas, compositeur lituanien.
- 22 décembre : Pierre Cao, compositeur et chef d'orchestre luxembourgeois.

Date indéterminée
- Pierre-André Blaser, ténor et enseignant vaudois.
- Rimma Bobritskaïa, pianiste russe.
- William Carragan, musicologue, claveciniste et arrangeur britannique.
- George Flynn, compositeur et pianiste américain.
- Arnold Griller, compositeur britannique.
- Kikuko Masumoto, pianiste, pédagogue, compositrice et ethnomusicologue japonaise.
- Edwin Roxburgh, compositeur, chef d' orchestre et hautboïste anglais.
- Bernard Sinclair, baryton français († 27 novembre 2015).

## Décès

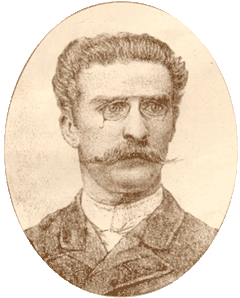
Pier Adolfo Tirindelli

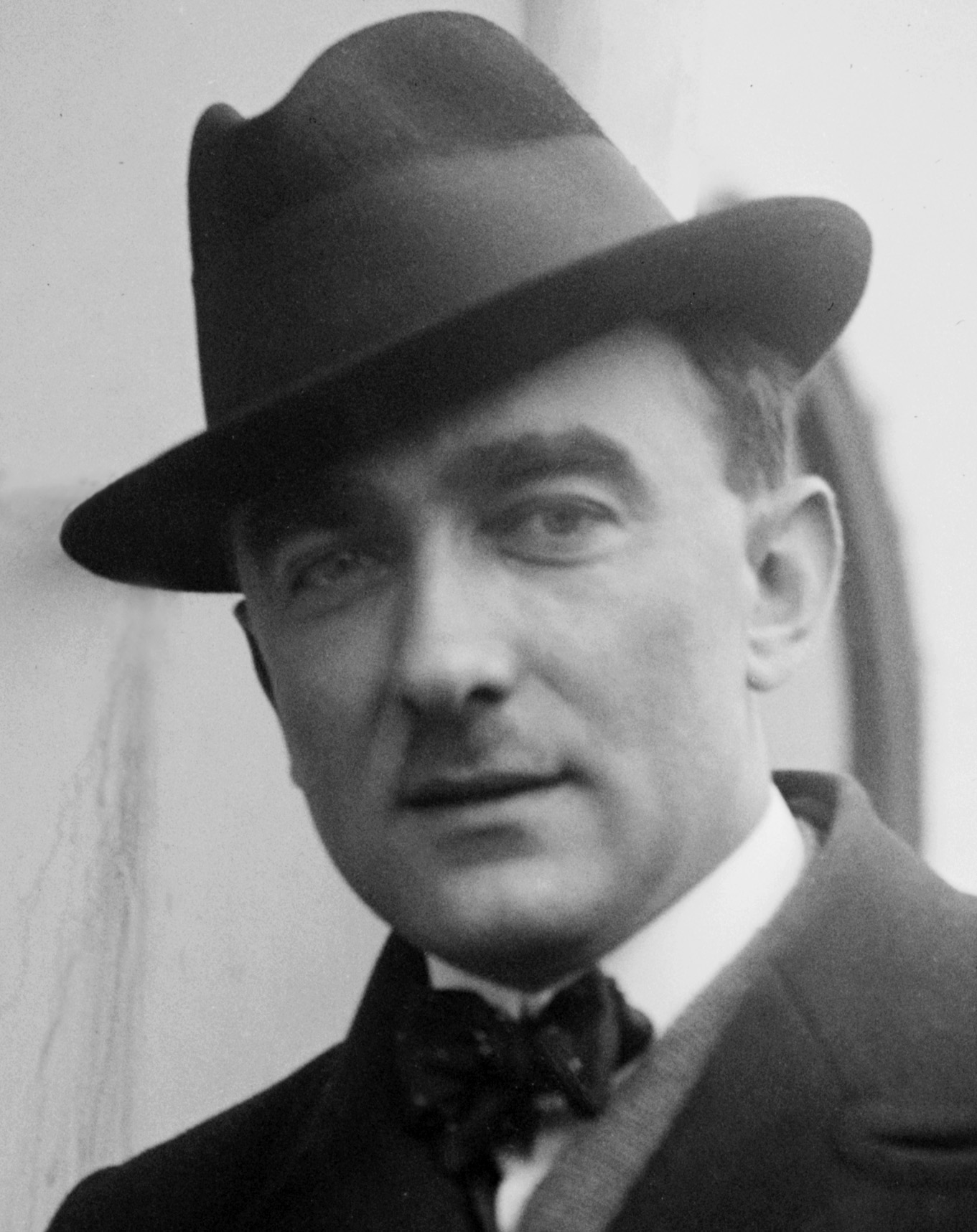
Karol Szymanowski

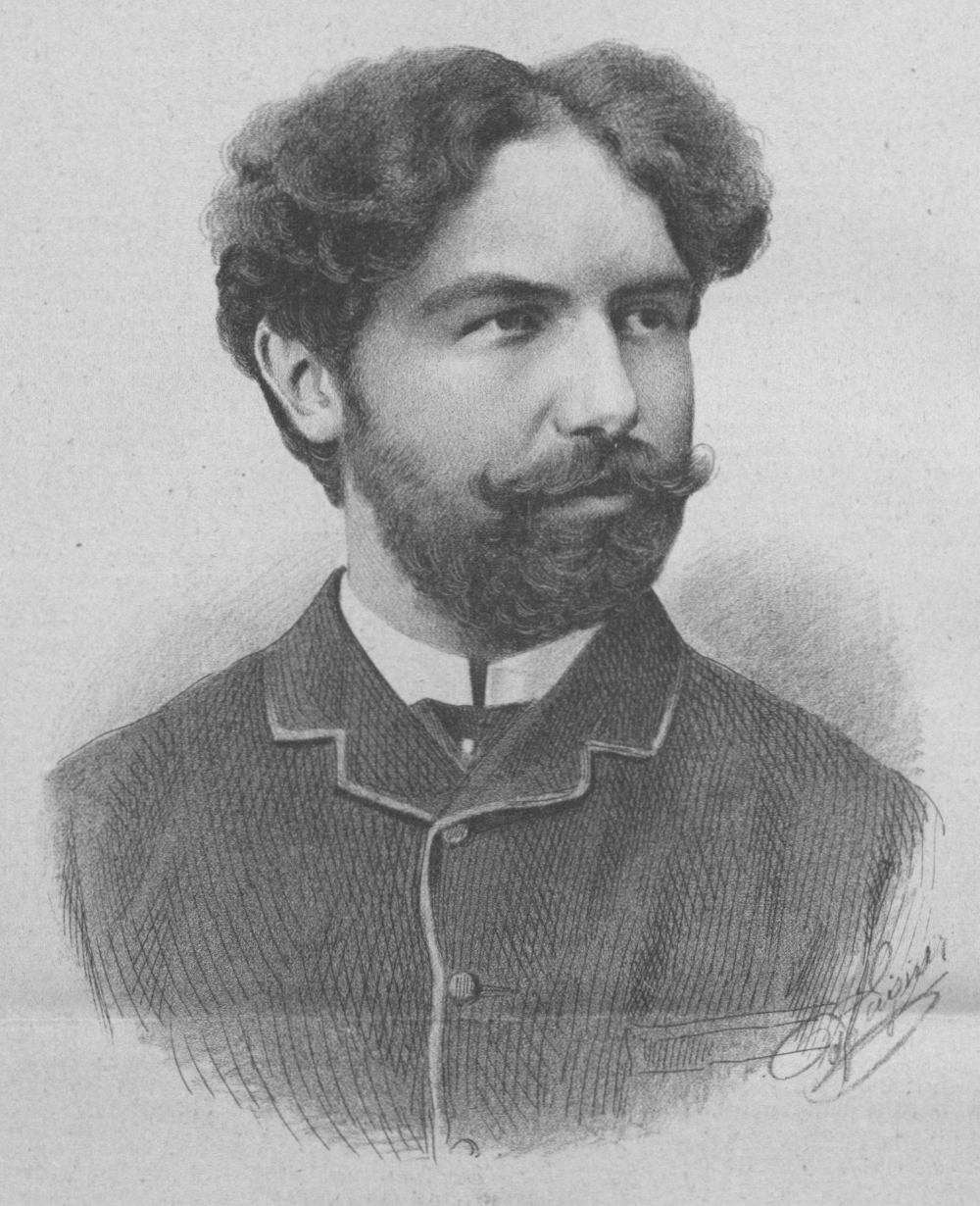
Stéphan Elmas

- 14 janvier : Henri Libert, compositeur et organiste française (° 15 décembre 1869).
- 22 janvier : Walter Willson Cobbett, homme d'affaires anglais, violoniste amateur (° 11 juillet 1847).
- 6 février : Pier Adolfo Tirindelli, compositeur, violoniste, pianiste, chef d'orchestre et professeur de musique italien (° 5 mai 1858).
- 14 février : Erkki Melartin, compositeur, chef d'orchestre et pédagogue finlandais (° 2 février 1875).
- 12 mars :
  - Jenő Hubay, violoniste, compositeur et professeur de musique hongrois (° 15 septembre 1858).
  - Charles-Marie Widor, compositeur français (° 21 février 1844).
- 18 mars : Mélanie Bonis, compositrice française (° 21 janvier 1858).
- 28 mars : Karol Szymanowski, compositeur polonais (° 6 octobre 1882).
- 10 avril : Algernon Ashton, professeur, pianiste et compositeur anglais (° 9 décembre 1859).
- 20 avril : Virgilio Ranzato, compositeur et chef d'orchestre italien (° 7 mai 1882).
- 4 mai : Vassili Rodionovitch Petrov, chanteur d'opéra russe (° 12 mars 1875)
- 13 mai : Evelyn Faltis, compositrice bohême (° 20 février 1887).
- 2 juin : Louis Vierne, compositeur français (° 8 octobre 1870)
- 11 juillet : George Gershwin, compositeur américain (° 26 septembre 1898).
- 17 juillet : Gabriel Pierné, compositeur français (° 16 août 1863).
- 24 juillet : Pietro Magri, religieux, maître de chapelle et organiste italien (° 10 mai 1873).
- 25 juillet : Georges Servières, musicologue et critique musical français (° 13 octobre 1858).
- 28 juillet : Julie Rivé-King, pianiste et compositrice américaine (° 30 octobre 1854).
- 11 août : Stéphan Elmas, compositeur, pianiste et professeur arménien (° 24 décembre 1862).
- 23 août : Albert Roussel, compositeur français (° 5 avril 1869).
- 31 août : Sergueï Rozanov, clarinettiste russe et soviétique (° 23 juin 1870).
- 6 septembre : Henry Hadley, compositeur et chef d'orchestre américain (° 20 décembre 1871).
- 9 octobre : Auguste De Boeck, compositeur, organiste et pédagogue musical belge flamand (° 9 mai 1865).
- 17 octobre : Paul Lhérie, ténor, puis baryton français (° 8 octobre 1844).
- 24 octobre : Ferdinand Küchler, violoniste et compositeur allemand (° 14 juillet 1867).
- 2 novembre : Maude Valerie White, compositrice britannique (° 23 juin 1855).
- 5 novembre : Nils Larsen, pianiste, pédagogue et compositeur norvégien (° 7 juin 1888).
- 8 novembre : Francis de Croisset, auteur dramatique, romancier et librettiste français (° 28 janvier 1877).
- 12 novembre : Paul Fauchet, compositeur, organiste et pédagogue français (° 27 juin 1881).
- 21 novembre : Henri Cain, dramaturge et librettiste français (° 11 octobre 1857).
- 25 novembre : Carl Frühling, compositeur autrichien (° 28 novembre 1868).
- 23 décembre : Muriel Foster, contralto anglaise (° 22 novembre 1877).
- 28 décembre : Maurice Ravel, compositeur français (° 7 mars 1875).

Date indéterminée
- Natalia Ermolenko-Ioujina, chanteuse d’opéra russe (° 1881).